# Печенга (железнодорожная станция, Мурманская область)
Печенга — населённый пункт в Печенгском районе Мурманской области. Входит в городское поселение Печенга. Южнее посёлка находится железнодорожная станция Печенга.

## Население
| 2002 | 2010  |
| ---- | ----- |
| 1602 | ↘1565 |

Численность населения, проживающего на территории населённого пункта, по данным Всероссийской переписи населения 2010 года составляет 1565 человек, из них 1261 мужчина (80,6 %) и 304 женщины (19,4 %). В 2002 году в Печенге проживало 1602 человека.